# グランドファンク
株式会社グランドファンク（英称：GRAND FUNK INC.）は、東京都港区に本社を置く日本の音楽制作会社。

## 概要
CM音楽制作会社JINGやミスターミュージックに所属していたディレクター金橋豊彦（1957年5月9日 - ）が1990年に独立し起業した。映画音楽・CM音楽を始めとする映像音楽制作から音響のプロデュース、制作、選曲業務、作曲家、編曲家、アーティスト、エンジニアのマネージメントなど音楽に関わる業務全般を行う。
金橋、茂木英興ら音楽プロデューサーと菅野よう子、ガブリエル・ロベルトらアーティストを擁し、日本のコマーシャル、映画の音楽制作を行っている。『海街diary』『BECK』『パコと魔法の絵本』にてそれぞれ日本アカデミー賞音楽賞を受賞。
2007年、レコードレーベル「Grand Trax」を立ち上げ、2010年まで菅野よう子、YOSHIKA、immi、JUST A ROBBERの作品をリリースした。

## 人物
アーティスト
- 菅野よう子（作曲家／編曲家／音楽プロデューサー）
- ガブリエル・ロベルト（作曲家／編曲家）
- YOSHIKA（作曲家／ボーカリスト）
- Richard Pryn（作曲家／編曲家）
- 小田朋美（作曲家／編曲家／ボーカリスト）

スタッフ
- 金橋豊彦
- 茂木英興
- 宮地祐輔
- 家永洋佑
- 剣持学人

## 映画音楽作品
- ぼくは勉強ができない（1993年）
- 青空に近い場所（1994年）
- MEMORIES ～彼女の想いで～（1995年）
- 夏時間の大人達（1997年）
- 音響生命体ノイズマン（1997年）
- Beautiful Sunday（1998年）
- けものがれ、俺らの猿と（2001年）
- tokyo.sora（2002年）
- 水の女（2002年）
- 下妻物語（2004年）
- 好きだ、（2005年）
- スクラップ・ヘブン（2005年）
- 殴者 NAGURIMONO（2005年）
- 嫌われ松子の一生（2006年）
- ハチミツとクローバー（2006年）
- ララピポ（2009年）
- BECK（2010年）
- 告白（2010年）
- サビ男サビ女 第4話 ～せびろやしき～（2011年）
- 劇場版 SPEC〜天〜(2012年)
- 劇場版 SPEC〜結〜(2013年)
- 脳男（2013年）
- くちづけ（2013）
- 渇き。（2014年）
- ホットロード（2014年）
- 悼む人（2015年）
- イニシエーション・ラブ（2015年）
- 海街diary（2015年）
- 天空の蜂（2015年）
- ヒーローマニア-生活-（2016年）
- 真田十勇士（2016年）

## テレビドラマ音楽作品
- ぼくらの勇気 未満都市（日本テレビ 1997年）
- 池袋ウエストゲートパーク（TBS 2000年）
- 世にも奇妙な物語 秋の特別編～ママ新発売!～（フジテレビ 2001年）
- 私立探偵 濱マイク 第5話 ～花～（日本テレビ 2002年）
- オルファクトグラム（WOWOW　2002年）
- X’smap 虎とライオンと五人の男（フジテレビ 2004年）
- Devil May Cry（WOWOW　2007年）
- 蒼井優×4つの嘘 カムフラージュ～第1章「人生って嘘みたい」～（WOWOW 2008年）
- SPEC 警視庁公安部公安第五課 未詳事件特別対策係事件簿シリーズ（TBS 2010-2013年）
- ZETMAN（読売テレビ・TOKYO MX・BS11 2012年）
- ごちそうさん（NHK 2013年）
- 視覚探偵 日暮旅人（日本テレビ 2015年）
- 闇の伴走者（WOWOW 2015年）
- 刑事バレリーノ（日本テレビ 2016年）
- ナオミとカナコ（フジテレビ 2016年）
- 視覚探偵日暮旅人（日本テレビ 2017年）

## CM音楽作品
TOYOTA、AISIN、大塚製薬、リクルート、大和証券、NTT docomo、Kracie、Yahoo! JAPAN、明治 (企業)、ナブテスコ、アラクス、タマホーム、フォーラムエンジニアリング、JT、グリコ、三井不動産、SUBARU、TOTO、バスクリン、Coca-Cola、KIRIN、資生堂、Intel、アエラホーム、DeNA、LIXIL、住友生命、SHARP、NTT東日本、東芝、JAL、JR東日本、SECOM、JRA、日本医師会、東京ガス、大和ハウス、日清、サントリー、P&G、メルセデス・ベンツ、KOSE、クレディセゾン、SoftBank、日本マクドナルド、東京海上日動、日本経済新聞社、オリックス銀行、キヤノン、avex、コスモ石油、AGF、旭化成、WOWOW、コイケヤ、東京エレクトロン、ロッテ、Intel、ヱビスビール、HITACHI、ニコン、アサヒビール、三菱UFJニコス、トステム、富士通、プラチナギルドインターナショナル、東京ガス、積水ハウス、グリコ、太陽生命、マスターカード、日産自動車、SONY、Levi’s、TBC、HONDA、パルコ、東芝、イオン、ANA、ローソン、MAZDA、サッポロビール、マイクロソフト（順不同）